# Crevecoeur-sur-l'Escaut Communal Cemetery
Crevecoeur-sur-l'Escaut Communal Cemetery is een Britse militaire begraafplaats gelegen in de Franse plaats Crèvecœur-sur-l'Escaut (Noorderdepartement). De begraafplaats wordt onderhouden door de Commonwealth War Graves Commission.
De begraafplaats telt 3 geïdentificeerde Gemenebest graven uit de Tweede Wereldoorlog.